# ツバメコノシロ科
ツバメコノシロ科（Polynemidae）は、スズキ目に所属する魚類の分類群の一つ。ツバメコノシロなど8属41種が所属する。

## 概要
ツバメコノシロ科の魚類は世界中の熱帯・亜熱帯域に分布する。多くは沿岸海域および汽水域で生活する一方、ボルネオ島など一部では河川に進出した種類も知られる。砂泥の海底付近を活発に遊泳し、底生生物を主に捕食する。
日本近海には少なくとも2属4種が分布する。数が多くないため日本で利用されることはあまりないが、東南アジアなどの熱帯域では食用魚として重要な存在となっている。

## 形態
ツバメコノシロ科の仲間はやや細長い体型をもち、最大種では1.8mにまで成長する。胸鰭が2つの部分に分かれることが、本科魚類の大きな特徴である。下位の3-7本の鰭条は互いに遊離し、著しく伸長する。背鰭も前半の棘条部と後半の軟条部に分かれ、両者の間隔は広い。腹鰭は腹部のやや前方に位置し、尾鰭は深く二又に分かれる。椎骨の数は24-25個。下顎が著しく小さく、無いように見えるためにアゴナシと呼ばれることがある。

## 分類
ツバメコノシロ科には8属41種が記載される。本科の位置付けには議論が多く、かつてはボラ科・カマス科との類縁が指摘され、独立のツバメコノシロ亜目 Polynemoidei の下に分類されることもあったが、近年はニベ科の姉妹群とみなされることが多くなった。

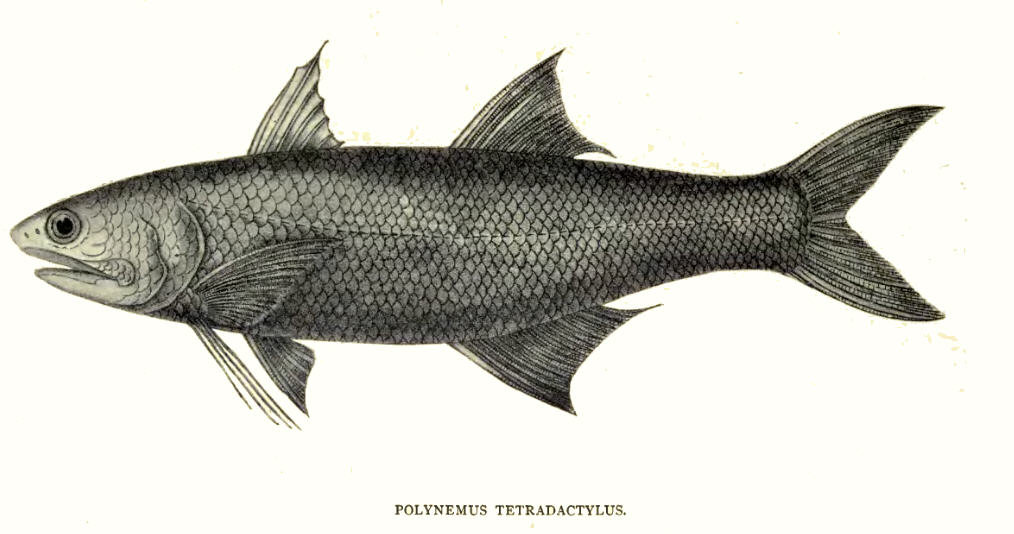
ミナミコノシロ属の1種（Eleutheronema tetradactylum）。細長く遊離した胸鰭下位の軟条、広く離れた2つの背鰭が本科魚類の特徴である

- ミナミコノシロ属 Eleutheronema 3種
  - ミナミコノシロ Eleutheronema rhadinum
- Filimanus 属 6種
- Galeoides 属 1種
- Leptomelanosoma 属 1種
- Parapolynemus 属 1種
- Pentanemus 属 1種
- ツバメコノシロ属 Polydactylus 21種
  - ツマグロツバメコノシロ[4] Polydactylus oligodon
  - ツバメコノシロ Polydactylus plebeius
  - ナンヨウアゴナシ Polydactylus sexfilis
  - カタグロアゴナシ Polydactylus sextarius
- Polynemus 属 8種